# Karácsonyi Szimfonikus Nagykoncert (DVD)
A Karácsonyi Szimfonikus Nagykoncert Szekeres Adrien második koncertalbuma, amely a Papp László Budapest Sportarénában készült karácsony második napján 2012-ben. A koncert sztárvendégei voltak Miklósa Erika, Fool Moon és Szomor György. Adrien velük duetteket énekelt, és bemutatta karácsonyi dalait és a saját popdalait nagyzenekari kísérettel, amelyet szimfonikusok egészítettek ki. A koncert különlegessége az is, hogy Adrien ismert operaáriát is énekelt a koncerten.

## Számlista
1. Intro
2. Ma a Föld ünnepel
3. Karácsonyi egyveleg
4. Oh Holly Night (Fool Moon)
5. Hallelujah (közreműködik: Fool Moon)
6. Engedd hát
7. Híd a folyót
8. Futok a szívem után
9. Ölelj át
10. Kicsi szív
11. Prayer (közreműködik: Szomor György)
12. Kikötők
13. Unimix
14. Piszkos tánc
15. Tell Him (közreműködik: Miklósa Erika)
16. Nessun Dorma
17. Olyan, mint Te
18. Szívem a dalban
19. Szív szava
20. Szívből adni

## Közreműködők
- Szekeres Adrien
- Bardóczi Gábor
- Gátos Bálint
- Kiss Gábor – zongora
- Kodály Filharmonikusok (Debrecen)